# インサート (番組形式)
放送番組におけるインサートとは、1つの番組に挿入された番組内コーナーのような内含番組のことである。フロート番組や挿入番組や差込み番組とも言う。

## 現在放送されているインサート番組

### テレビ放送
NHK
- 『NHKニュース』
午前9時枠のニュースは『あさイチ』に内含。

日本テレビ系列
- 『NNNニュースZIP!』（札幌テレビ・中京テレビ・読売テレビ・山口放送・福岡放送）
札幌テレビ・中京テレビ・読売テレビ・山口放送・福岡放送は平日朝枠のローカルワイド番組（『どさんこワイド朝』・『あさドレ♪』・『す・またん!』・『KRYさわやかモーニング』・『バリはやッ!』）に内含。それ以外は『ZIP!』に内含。
- 『ZIP!北海道』（札幌テレビ）
- 『ZIP!とくしま』（四国放送）
以上2番組は『ZIP!』第2部ローカル部分として7時40分頃から7時55分まで放送。
- 『NNN news every.』（札幌テレビ・福島中央テレビ・テレビ新潟・北日本放送・テレビ金沢・福井放送・中京テレビ・読売テレビ・広島テレビ・福岡放送・鹿児島読売テレビ[1]）
以上の系列局は平日夕方枠のローカルワイド番組に内含（読売テレビにおける編成上は中断番組扱い）。
- 『キユーピー3分クッキング（日テレ版）』（長崎国際テレビ）
土曜日のみ『ひるじげドン』に内含。
- 『ゴジカル!』（四国放送）
『JRT news every.とくしま』に内含（編成上は中断番組扱い）。

テレビ朝日系列
- 『ANNニュース』
平日・日曜朝枠は『グッド!モーニング』、平日昼枠は『大下容子ワイド!スクランブル』、土曜昼枠は『ワイド!スクランブル サタデー』にそれぞれ内含（何れも一部地域において独立番組として放送）。
- 『ANNスーパーJチャンネル』（北海道テレビ・長野朝日放送・静岡朝日テレビ・ABCテレビ・広島ホームテレビ）
以上の系列局は平日夕方枠のローカルワイド番組（『イチオシ!!』・『abnステーション』・『とびっきり!しずおか』・『キャスト』『ピタニュー』）に内含。
- 『チャージ!』（東日本放送）[2]
- 『アップ!』（メ〜テレ）
- 『スーパーJチャンネルえひめ』（愛媛朝日テレビ）
以上3番組本編とテレビ朝日の『（ANN）スーパーJチャンネル』を交互に放送。

TBS系列
- 『JNNニュース 平日昼枠』
『ひるおび』に内含（一部地域では独立番組として放送）。
- 『Nスタ』（北海道放送・CBCテレビ・毎日放送・テレビ山口・テレビ高知・RKB毎日放送・長崎放送）
以上の系列局では平日夕方枠のローカルワイド番組（『今日ドキッ!』・『チャント!』・『よんチャンTV』・『mix』・『タダイマ!』・『Pint』）に内含（静岡放送・テレビ山口では第2部全国ネット枠のみ[3]）。
- JNN系列土曜夕方枠のローカルニュース番組（北海道放送・青森テレビ・IBC岩手放送・テレビユー福島・新潟放送・信越放送・静岡放送・チューリップテレビ・CBCテレビ・毎日放送・中国放送・テレビ山口・あいテレビ・RKB毎日放送・長崎放送・熊本放送・琉球放送）
以上の系列局は『報道特集』に内含。
- JNN系列日曜夕方枠のローカルニュース番組（JNN系列24局）
2011年10月以降、『Nスタ日曜版』に内含。
- 『河北新報ニュース 平日昼前枠』（東北放送、2025年4月から）
  - 『ひるまでウォッチン!』に内含。

フジテレビ系列
- 『FNN Live News イット!』（テレビ静岡・関西テレビ・テレビ西日本・テレビ長崎・テレビ大分）
以上の系列局は平日夕方枠のローカルワイド番組（『ただいま!テレビ』・『報道RUNNER』・『ももち浜S特報ライブ』・『マルっと!』・『ゆ〜わくワイド&News』）に内含。
- 『テレポートプラス』（福島テレビ）
- 『ニュースOne』（東海テレビ）
- 『TSSライク!』（テレビ新広島）
- 『かちかちPress』（サガテレビ）
以上4番組本編と『（FNN）Live news イット!』を交互に放送。
- 『FNN Live News イット!週末版』（福島テレビ）
2023年4月以降、土曜日は『サタふく』に内含。

### ラジオ放送
JRN系列
- 『TBCニュース』（tbcラジオ）
平日朝枠・午前枠・昼枠と土曜夕方枠はワイド番組に内含。
- 『河北新報ニュース』（tbcラジオ）
平日早朝枠・朝枠・夜枠と土曜朝枠はワイド番組に内含。

## 過去に放送されたインサート番組

### テレビ放送
NHK
- 『時論公論』（総合テレビ）
『きょうのニュース&スポーツ』に内含。

日本テレビ系列
- 『ごちそうさま』
1987年10月から番組終了まで『午後は○○おもいっきりテレビ』に内含。
- 『おめざめワイド』（中京テレビ）
2009年1月から『ズームイン!!SUPER』の第1部5時台ネット開始により、実質上『ズームイン!!SUPER』に内含（タイトルは『ズームイン!!&おめざめワイド』）。
- 『ZIP!CHUKYO』（中京テレビ）
2024年4月から最後の半年間は『ZIP!』の東海3県ローカル枠として6時23分頃から6時59分まで放送（『ZIP!』第2部冒頭枠も含む）。
- 『朝6時!YBCニュース（→YBCジパングあさ6）』（山形放送）
1992年度当時、テレビ朝日系列とのクロスネット局だった関係から、『朝6時!YBCニュース』本編と、日本テレビ『ジパングあさ6』、更にはテレビ朝日『ANNニュースフレッシュ』の2本の全国ニュース番組を随時挿入するという変則的なローカル番組だった。
1993年度からは日本テレビ系列フルネット局となり、『ANNニュース』が山形テレビに統合されたものの、『YBCジパングあさ6』本編と『ジパングあさ6』を交互に放送する体裁が番組終了までとられていた。
- 『ジパングあさ6 あさチャン!!』（静岡第一テレビ）
1999年7月1日から番組終了まで『あさチャン!!』本編と、日本テレビ『ジパングあさ6』を交互に放送する変則的なローカル番組だった。
- 『おかえりテレビWeekend』（南海放送）
2008年3月28日まで『おかえりテレビWeekend』本編と、日本テレビの『Newsリアルタイム』任意ネット枠を交互に放送する変則的なローカル番組であった。
- 『NNNニュースダッシュ日曜版』
2004年4月4日から2005年9月25日まで『@サプリッ!』に内含。
- 『ママモコモてれび』
2014年4月1日から番組終了まで『PON!』に内含。

テレビ朝日系列
- 『ANNニュースフレッシュ』
1990年4月2日から1993年4月2日まで『CNNデイブレイク』に内含（一部地域では独立番組扱い）。
1996年10月（土曜は1998年10月）からは『やじうまワイド（→やじうまプラス）』に内含（同上）。
- 『上沼恵美子のおしゃべりクッキング』（朝日放送テレビ）
1996年4月1日から1997年9月26日まで『ワイド!スクランブル』に内含。
- 『ANNニュース 日曜昼枠』
2016年3月まで『サンデースクランブル』に内含（一部地域では独立番組扱い）。
- 『全力LIVE』（新潟テレビ21）
『全力LIVE』本編と『（ANN）スーパーJチャンネル』を交互に放送。
- 『TOKYO応援宣言』
2017年10月から番組終了まで『ANNニュース』とのオムニバス放送扱いとして『サンデーLIVE!!』に内含。

TBS系列
- 『JNNニュース』
2002年4月から2017年3月まで土曜朝枠は『（みのもんたの）サタデーずばッと（→報道LIVE あさチャン!サタデー）』、2019年7月から2023年3月までは『まるっと!サタデー』にそれぞれ内含。
- 『JNNイブニング・ニュース』
平日のみ『イブニング・ファイブ』に内含（一部地域では独立番組扱い）。
- 『J-SPO』
土曜日のみ『スーパーサッカー』に内包。
- JNN平日夕方枠のローカルニュース番組（JNN系列26局）
2009年3月30日から9月25日まで『総力報道!THE NEWS』に内含。
- 『総力報道!THE NEWS』（静岡放送）
静岡放送では2009年3月30日から9月25日まで第1部全国パートのみ『SBSイブニングeye』に内含。
- 『イブニングワイド きょうのニュース』（CBCテレビ）
CBCテレビでは『イッポウ』に内含。
- 『THE NEWS JNN』
平日昼枠は2009年9月28日から2010年3月26日まで『ひるおび!』に内含、土曜朝枠は『みのもんたのサタデーずばッと』に内含。

フジテレビ系列
- 『FNNスピーク土曜版』
2000年4月1日から2002年3月30日まで昼前ワイド番組（『ウォッ!チャ（→スーパーウォッ!チャ）』・『情報プロジェクトS』）に内含（一部地域では独立番組扱い）。
- 『すくすくぽん!』（東海テレビ）
1994年4月1日から2001年9月28日まで『めざましテレビ』に内含。
- 『プロ野球ニュース』
1994年度から番組終了まで平日は『ニュースJAPAN』に内含。
- 『すぽると!』
2001年4月2日から2003年3月30日まで平日は『ニュースJAPAN』、日曜は『EZ!TV』にそれぞれ内含。
- 『FNN World Uplinkおおさか』（関西テレビ）
1992年10月5日から最後の半年間は『FNN World Uplinkおおさか』本編とフジテレビの『FNN World Uplink』を交互に放送する変則的なローカル番組であった。
- 『はじめて記念日』
2012年4月から最後の1年間は『知りたがり!』に内含。
- 『こんやのニュース&あしたの天気』
2015年10月から2016年3月末まで日曜日は『日曜ファミリア』に内含。
- 『THE NEWSα Pick&あすの天気』
日曜日は『ニチファミ!』に内含。
- 『おかえりなさ〜い』（福井テレビ）
2018年4月から番組終了まで、『福井テレビ プライムニュース（→福井テレビLive News）』に内含（タイトルは『福井テレビプライムニュース&おかえりなさ〜い（→福井テレビLive News&おかえりなさ〜い）』）。

テレビ東京系列
- 『アジアンマルシェ』（BSジャパン）
  - 『韓ドラ チュノ〜推奴〜』（月・火曜日）
  - 『M countdown』（水曜日）
  - 『華流パラダイス 恋のめまい愛の傷』（木曜日）
  - 『韓ドラ パスタ〜恋が出来るまで〜』（金曜日）
2010年10月4日から2011年9月30日まで『MADE IN BS JAPAN』に内含。

### ラジオ放送
JRN系列
- 『キラママcafe』（CBCラジオ）
2012年4月以降、『ザ・土曜天国』に内含。